# 志田重男
志田重男（1911年11月21日—1971年7月3日），日本社会运动家、共产主义者。
出生在兵库县津名郡北淡町（今淡路市）。小学毕业之后，于1923年在堺市成为車工，加入劳动运动。1931年，加入日本共产党。1932年，当选日本劳动组合全国协议会（全协）中央常任委员。1933年他加入日共之事被人检举揭发，关押入狱。
二战结束以后，作为政治犯的他被释放出狱，此后成为日共的中央委员、政治局员、书记局员。1950年，驻日盟军总司令部发起红色清洗，被解除公职，与德田球一等转入地下活动。在此期间，日共分裂为所感派和国际派，他是所感派的代表干部，担任日共的军事委员长，以极左冒险主义斗争为指导方针。
1955年7月，日本共产党第6回全国协议会（六全协）召开之后，8月11日，在日本青年馆召开“六全协纪念政策发表大演说会”，他与野坂参三、紺野與次郎同时亮相，这是5年以来第一次在公众亮相。此后由于浪费党内资金的问题失势，于1956年失踪。1957年被开除党籍。此后改名金井贞吉继生活，组织“马克思列宁主义研究会”、“日本共产党（解放战线）全国指导部”等机构，反对日共指导部。1971年因胃癌死去，其死讯在1973年才被媒体证实。